# Albumy numer jeden w roku 2022 (Japonia)
Notowanie Weekly Album Chart (jap. 週間アルバムランキング Shūkan Arubamu Chāto) przedstawia najlepiej sprzedające się albumy w Japonii. Publikowane jest ono przez magazyn Oricon Style, a dane skompletowane zostały przez Oricon w oparciu o cotygodniowe wyniki sprzedaży fizycznej albumów. Poniżej znajdują się tabele prezentujące najpopularniejsze albumy w danych tygodniach w roku 2022.
Notowanie Billboard Japan Hot Albums publikowane jest przez magazyn Billboard, a dane kompletowane są w oparciu o sprzedaż albumów (fizyczną i cyfrową) oraz dane pochodzące z Gracenote – ile razy dana płyta została włożona do komputera.

## Oricon Weekly Album Chart
| Data publikacji | Album                                       | Wykonawca                   | Źródło |
| --------------- | ------------------------------------------- | --------------------------- | ------ |
| 3 stycznia      | Universe                                    | NCT                         | [ 1 ]  |
| 10 stycznia     | Time Flies                                  | Nogizaka46                  | [ 2 ]  |
| 17 stycznia     | City                                        | SixTones                    | [ 3 ]  |
| 24 stycznia     | Dimension: Answer                           | Enhypen                     | [ 4 ]  |
| 31 stycznia     | Next Destination                            | Takuya Kimura               | [ 5 ]  |
| 7 lutego        | Kyōgen                                      | Ado                         | [ 6 ]  |
| 14 lutego       | Best of A.B.C-Z                             | A.B.C-Z                     | [ 7 ]  |
| 21 lutego       | Kimi wa Saki e Iku                          | Yunho                       | [ 8 ]  |
| 28 lutego       | Nobi Shigusa Korite Itomagoi                | Zutomayo                    | [ 9 ]  |
| 7 marca         | Bad Mode                                    | Hikaru Utada                | [ 10 ] |
| 14 marca        | The Second Step: Chapter One                | Treasure                    | [ 11 ] |
| 21 marca        | Mixed Juice                                 | Johnny's West               | [ 12 ] |
| 28 marca        | #Twice4                                     | Twice                       | [ 13 ] |
| 4 kwietnia      | Love All Serve All                          | Fujii Kaze                  | [ 14 ] |
| 11 kwietnia     | Honey                                       | KAT-TUN                     | [ 15 ] |
| 18 kwietnia     | Deculture!! Mixture!!!!!                    | Sheryl and Ranka of Walküre | [ 16 ] |
| 25 kwietnia     | Crack Up!!!!                                | ROF-MAO                     | [ 17 ] |
| 2 maja          | Terzo                                       | Juice=Juice                 | [ 18 ] |
| 9 maja          | Last Album                                  | Last Idol                   | [ 19 ] |
| 16 maja         | Saguwan                                     | Sagupan                     | [ 20 ] |
| 23 maja         | Mr. Children 2015–2021 & Now                | Mr. Children                | [ 21 ] |
| 30 maja         | Minisode 2: Thursday's Child                | Tomorrow X Together         | [ 22 ] |
| 6 czerwca       | Kizuna                                      | JO1                         | [ 23 ] |
| 13 czerwca      | The Highlight                               | Sexy Zone                   | [ 24 ] |
| 20 czerwca      | Face the Sun                                | Seventeen                   | [ 25 ] |
| 27 czerwca      | Proof                                       | BTS                         | [ 26 ] |
| 4 lipca         | Softly                                      | Tatsuro Yamashita           | [ 27 ] |
| 11 lipca        | Made In                                     | King & Prince               | [ 28 ] |
| 18 lipca        | Toni9ht                                     | Urashimasakatasen           | [ 29 ] |
| 25 lipca        | 1st Love                                    | Naniwa Danshi               | [ 30 ] |
| 1 sierpnia      | Manifesto: Day 1                            | Enhypen                     | [ 31 ] |
| 8 sierpnia      | Sector 17                                   | Seventeen                   | [ 32 ] |
| 15 sierpnia     | As You Know?                                | Sakurazaka46                | [ 33 ] |
| 22 sierpnia     | Highway X                                   | B'z                         | [ 34 ] |
| 29 sierpnia     | Ongaku                                      | NEWS                        | [ 35 ] |
| 5 września      | Filmusic!                                   | Hey! Say! JUMP              | [ 36 ] |
| 12 września     | Be:1                                        | Be First                    | [ 37 ] |
| 19 września     | Luxury Disease                              | One Ok Rock                 | [ 38 ] |
| 26 września     | Hitotsuboshi: Galileo Collection 2007–2022  | Ko Shibasaki                | [ 39 ] |
| 3 października  | Snow Labo. S2                               | Snow Man                    | [ 40 ] |
| 10 października | Snow Labo. S2                               | Snow Man                    | [ 41 ] |
| 17 października | Yuming Banzai!: 50th Anniversary Best Album | Yumi Matsutoya              | [ 42 ] |
| 24 października | Yuming Banzai!: 50th Anniversary Best Album | Yumi Matsutoya              | [ 43 ] |
| 31 października | Antifragile                                 | Le Sserafim                 | [ 44 ] |
| 7 listopada     | Sadame                                      | Enhypen                     | [ 45 ] |
| 14 listopada    | Sadame                                      | Enhypen                     | [ 46 ] |
| 21 listopada    | Dream                                       | Seventeen                   | [ 47 ] |
| 28 listopada    | Newww                                       | Ken Miyake                  | [ 48 ] |
| 5 grudnia       | Itsumo Dokoka de                            | Keisuke Kuwata              | [ 49 ] |
| 12 grudnia      | The World EP.Paradigm                       | Ateez                       | [ 50 ] |
| 19 grudnia      | First Howling: Me                           | &Team                       | [ 51 ] |
| 26 grudnia      | Awakening                                   | INI                         | [ 52 ] |

## BillboardJapan Hot Albums
| Data publikacji | Album                                                                          | Wykonawca                   | Źródło  |
| --------------- | ------------------------------------------------------------------------------ | --------------------------- | ------- |
| 3 stycznia      | Universe                                                                       | NCT                         | [ 53 ]  |
| 10 stycznia     | Universe                                                                       | NCT                         | [ 54 ]  |
| 17 stycznia     | City                                                                           | SixTones                    | [ 55 ]  |
| 24 stycznia     | Dimension: Answer                                                              | Enhypen                     | [ 56 ]  |
| 31 stycznia     | Next Destination                                                               | Takuya Kimura               | [ 57 ]  |
| 7 lutego        | Kyōgen                                                                         | Ado                         | [ 58 ]  |
| 14 lutego       | Kyōgen                                                                         | Ado                         | [ 59 ]  |
| 21 lutego       | Kimi wa Saki e Iku                                                             | Yunho                       | [ 60 ]  |
| 28 lutego       | Nobi Shigusa Korite Itomagoi                                                   | Zutomayo                    | [ 61 ]  |
| 7 marca         | Bad Mode                                                                       | Hikaru Utada                | [ 62 ]  |
| 14 marca        | The Second Step: Chapter One                                                   | Treasure                    | [ 63 ]  |
| 21 marca        | Mixed Juice                                                                    | Johnny's West               | [ 64 ]  |
| 28 marca        | #Twice4                                                                        | Twice                       | [ 65 ]  |
| 4 kwietnia      | Love All Serve All                                                             | Fujii Kaze                  | [ 66 ]  |
| 11 kwietnia     | Honey                                                                          | KAT-TUN                     | [ 67 ]  |
| 18 kwietnia     | Macross 40th Anniversary Chō Jikū Collaboration Album Deculture!! Mixture!!!!! | Sheryl and Ranka of Walküre | [ 68 ]  |
| 25 kwietnia     | Crack Up!!!!                                                                   | ROF-MAO                     | [ 69 ]  |
| 2 maja          | Terzo                                                                          | Juice=Juice                 | [ 70 ]  |
| 9 maja          | Last Album                                                                     | Last Idol                   | [ 71 ]  |
| 16 maja         | Fearless                                                                       | Le Sserafim                 | [ 72 ]  |
| 23 maja         | Mr. Children 2015–2021 & Now                                                   | Mr. Children                | [ 73 ]  |
| 30 maja         | Minisode 2: Thursday's Child                                                   | Tomorrow X Together         | [ 74 ]  |
| 6 czerwca       | Kizuna                                                                         | JO1                         | [ 75 ]  |
| 13 czerwca      | The Highlight                                                                  | Sexy Zone                   | [ 76 ]  |
| 20 czerwca      | Face the Sun                                                                   | Seventeen                   | [ 77 ]  |
| 27 czerwca      | Proof                                                                          | BTS                         | [ 78 ]  |
| 4 lipca         | Circus                                                                         | Stray Kids                  | [ 79 ]  |
| 11 lipca        | Made In                                                                        | King & Prince               | [ 80 ]  |
| 18 lipca        | Toni9ht                                                                        | Urashimasakatasen           | [ 81 ]  |
| 25 lipca        | 1st Love                                                                       | Naniwa Danshi               | [ 82 ]  |
| 1 sierpnia      | Manifesto: Day 1                                                               | Enhypen                     | [ 83 ]  |
| 8 sierpnia      | Sector 17                                                                      | Seventeen                   | [ 84 ]  |
| 15 sierpnia     | As You Know?                                                                   | Sakurazaka46                | [ 85 ]  |
| 22 sierpnia     | Uta's Songs: One Piece Film Red                                                | Ado                         | [ 86 ]  |
| 29 sierpnia     | Ongaku                                                                         | NEWS                        | [ 87 ]  |
| 5 września      | Filmusic!                                                                      | Hey! Say! JUMP              | [ 88 ]  |
| 12 września     | Be:1                                                                           | Be First                    | [ 89 ]  |
| 19 września     | Luxury Disease                                                                 | One Ok Rock                 | [ 90 ]  |
| 26 września     | Hitotsuboshi: Galileo Collection 2007–2022                                     | Ko Shibasaki                | [ 91 ]  |
| 3 października  | Snow Labo. S2                                                                  | Snow Man                    | [ 92 ]  |
| 10 października | Snow Labo. S2                                                                  | Snow Man                    | [ 93 ]  |
| 17 października | Yuming Banzai!: 50th Anniversary Best Album                                    | Yumi Matsutoya              | [ 94 ]  |
| 24 października | Yuming Banzai!: 50th Anniversary Best Album                                    | Yumi Matsutoya              | [ 95 ]  |
| 31 października | Antifragile                                                                    | Le Sserafim                 | [ 96 ]  |
| 7 listopada     | Sadame                                                                         | Enhypen                     | [ 97 ]  |
| 14 listopada    | Sadame                                                                         | Enhypen                     | [ 98 ]  |
| 21 listopada    | Dream                                                                          | Seventeen                   | [ 99 ]  |
| 28 listopada    | Dream                                                                          | Seventeen                   | [ 100 ] |
| 5 grudnia       | Itsumo Dokoka de                                                               | Keisuke Kuwata              | [ 101 ] |
| 12 grudnia      | The World EP.Paradigm                                                          | Ateez                       | [ 102 ] |
| 19 grudnia      | First Howling: Me                                                              | &Team                       | [ 103 ] |
| 26 grudnia      | Awakening                                                                      | INI                         | [ 104 ] |